# Walter Rothhaar
Walter Rothhaar (* 20. Juli 1921 in Zweibrücken; † 2009 in Frankenthal) war ein deutscher Agrarwissenschaftler, Pädagoge und Landwirtschaftsdirektor in Rheinland-Pfalz.

## Leben und Beruf
Walter Rothhaar wuchs in Rosenkopf als Sohn einer Landwirtsfamilie auf. Aufgrund seiner schulischen Begabung wechselte er von der Volksschule in Rosenkopf zur Oberrealschule in Zweibrücken und später nach Ludwigshafen am Rhein. 1940 legte er ein sogenanntes Notabitur ab, da er zur Wehrmacht eingezogen wurde. Als Soldat des Afrika-Korps geriet er 1942 in britische Kriegsgefangenschaft und wurde nach Kanada verschifft, wo er im Camp 133 in Lethbridge interniert war. Neben dortigen Arbeiten in der Land- und Forstwirtschaft konnte er an Weiterbildungskursen in Botanik, Zoologie, Chemie und Geologie teilnehmen. Nach weiteren Stationen in Schottland und England kehrte er 1946 aus der Kriegsgefangenschaft in seinen Heimatort zurück.
Trotz seiner ursprünglichen Studienabsicht in Forstwirtschaft entschied er sich für Agrarwissenschaften und erhielt 1947 einen Studienplatz an der Universität Stuttgart-Hohenheim. Wegen seiner guten Leistungen im Studium erhielt er ein Fulbright-Stipendium und studierte zwei Jahre in den USA. Nach dem Examen erfolgte ein Promotionsstudium, ebenfalls in Hohenheim. 1951 wurde er promoviert, in seiner Dissertation befasste er sich mit der Pferdezucht in Zweibrücken. Sein Referendariat absolvierte er in den Jahren 1952 und 1953 an der Landwirtschaftsschule in Zweibrücken.

## Wirken
Nach seinem Studium trat Walter Rothhaar zunächst in den Agrardienst des Landes Rheinland-Pfalz ein, mit dem Ziel, als Lehrer und Berater für angehende und sich fortbildende Landwirte zu arbeiten. Nach Stationen in den Landwirtschaftsschulen Zweibrücken und Kandel kam er schließlich nach Frankenthal, wo er später zum Schulleiter und Landwirtschaftsdirektor ernannt wurde.
Während seiner Tätigkeit im Agrardienst des Landes Rheinland-Pfalz wirkte Rothhaar als Berater und Projektleiter. Er war am Aufbau des „Beregnungsprojekts Nördliche Vorderpfalz“, der Einführung des Folienanbaus von Gemüse sowie der Gründung von Erzeugergenossenschaften beteiligt. Der von ihm mitbegründete Maschinenring in der nördlichen Vorderpfalz entwickelte sich zu einer der leistungsfähigsten Einrichtungen dieser Art in Rheinland-Pfalz. In den 1960er-Jahren beriet Rothhaar das landwirtschaftliche Gut Petersau bei Frankenthal, das von der Familie von Opel betrieben wurde. Dort unterstützte er den Anbau spezieller Kartoffelsorten für die Chipsproduktion, was zur Gründung der Marke CHIO-Chips führte.
Rothhaar war langjähriger Mitarbeiter des Bundessortenamtes und der Landwirtschaftskammer Rheinland-Pfalz sowie Vorsitzender der Region Pfalz im Verband der Diplom-Landwirte. Für seine Verdienste in der landwirtschaftlichen Aus- und Weiterbildung erhielt er die Adam-Müller-Medaille. International war Rothhaar im Auftrag der FAO und GTZ tätig, u. a. auf den Philippinen, in Äthiopien und Pakistan. Von 1966 bis 1969 leitete er ein Projekt zum Zuckerrübenanbau in Westpakistan. Nach seiner Pensionierung 1983 engagierte er sich weiterhin in der Entwicklungshilfe, u. a. in Nepal und Weißrussland. Im Ruhestand begann Rothhaar ein Seniorenstudium in Geologie an der Universität Mannheim und hielt Vorträge über seine internationalen Erfahrungen. Er war Mitinitiator  des Deutschen Kartoffelmuseums in Fußgönheim.
Walter Rothhaar blieb zeitlebens seiner westpfälzischen Heimat und seinem Heimatort Rosenkopf eng verbunden. In der Nähe seines Elternhauses bewirtschaftete er eine Obstplantage, auf der er versuchsweise Apfelsorten wie Golden Delicious und Cox Orange anbaute, die zuvor in der Region wenig verbreitet waren. Walter Rothhaar war verheiratet und Vater zweier Kinder. Er lebte bis zu seinem Tod in Frankenthal.

## Schriften
- Der gegenwärtige Stand der pfälzischen Pferdezucht und die Bedeutung des normännischen Bluteinschlages unter besonderer Berücksichtigung des Blutaufbaues, der Fruchtbarkeit sowie der Blutlinien des Zweibrücker Pferdes. Dissertation. Landwirtschaftliche Hochschule Hohenheim 1951, DNB 480405352.
- Zur Feldberegnung von Kartoffeln. Einsatz im Pfälzer Frühkartoffelanbau. In: Der Kartoffelanbau. Heft 6, 1977, S. 162f.